# Tržaško knjižno središče
Tržaško knjižno središče je slovenska knjigarna v središču mesta Trst in deluje pod upravo podjetja TS360 (d.o.o. oziroma s.r.l.), ki je bilo ustanovljeno leta 2014 v ta namen.
Leta 2014 so namreč zaradi stečaja zaprli Tržaško knjigarno, ki je bila mnogo let bistvenega pomena za Slovence v Italiji. Tako sta krovni organizaciji Svet slovenskih organizacij (SSO) in Slovensko kulturno gospodarska zveza (SKGZ) poverili nalogo tržaškima založbama Mladika in Založništvo tržaškega tiska (ZTT), da bi ustvarili novo knjigarno. V projekt je bilo vpletenih več dejavnikov, saj so pri njenem uresničevanju sodelovali Urad vlade Republike Slovenije za Slovence v zamejstvu in po svetu, obe krovni organizaciji slovenske manjšine v Italiji SSO in SKGZ, tržaški založbi ZTT in Mladika, Ministrstvo za kulturo in JAK - Javna agencija za knjigo Republike Slovenije. Sestavili so delavni odbor s predstavniki naštetih vpletenih v projekt in so po enem letu 23. junija 2015 otvorili novo sodobno zasnovano slovensko knjigarno v centru Trsta, na trgu Oberdan 7.
Tržaško knjižno središče želi biti več kot samo knjigarna, a tudi spodbujevalec pri ohranjanju slovenskega jezika in kulture, želi biti posrednik med slovensko in italijansko stvarnostjo ter promocijski dejavnik za slovenski turizem in gospodarstvo. S svojo dejavnostjo ohranja in spodbuja dinamično življenje Slovencev v tržaški pokrajini ter jih umešča v širši evropski kulturni prostor. Tržaško knjižno središče je namenjeno prodaji slovenskih knjig iz Slovenije in zamejstva, italijanskih in prevedenih knjig, revij, učbenikov, priročnikov, planinskih in turističnih vodnikov v raznih jezikih, daril, izdelkov domače obrti. Prireja razstave, predstavitve knjig, skuša postati informacijski center, okno slovenstva v Italijo, skozi katero bi ponudili informacije o Sloveniji, njeni kulturi, gospodarstvu in turizmu vsem zainteresiranim. Si še posebno prizadeva, da bi bil čim bolj zanimiv za mlade obiskovalce. Leta 2025 so obnovili upravni odbor podjetja in proslavili 10-letnico uspešnega delovanja.